# گائو تینگیو
گائو تینگیو (انگلیسی: Gao Tingyu؛ زادهٔ ۱۵ دسامبر ۱۹۹۷) ورزشکار اسکیت سرعت اهل چین است.
وی در مسابقات کشوری و بین‌المللی در مجموع برندهٔ ۱ مدال طلا، ۱ مدال نقره شده‌است.